# 矮棒曲霉
矮棒曲霉（学名：Aspergillus clavatonanicus）是属于散囊菌目发菌科曲霉属的一种真菌，可生长在土壤、霉芦苇叶等基物上。该种分布于中国、巴西、印度等地。